# Nyhøjtysk
Nyhøjtysk (NHT) er betegnelsen for den sidste periode af det tyske sprogs historie, og er en direkte oversættelse af det tyske ord Neuhochdeutsch (Nhd). Det indeholder alle moderne højtyske dialekter siden barok, men bliver ofte brugt som et synonym for standardtysk.
Den tyske betegnelse blev i 1848 opfundet af Jacob Grimm for at dække perioden fra 1500, Mellemhøjtysk (Mittelhochdeutsch), og til i dag. Wilhelm Scherer omdefinerede det som perioden fra 1650 af og indførte det ny begreb Frühneuhochdeutsch (Tidlig Nyhøjtysk) for perioden 1350-1650. Dette er den mest udbredte periodisering af tysk. I denne forstand starter Nyhøjtysk med den "første tyske roman", Grimmelshausen's Simplicius Simplicissimus.
Perioden med Nyhøjtysk er kendetegnet ved kodifikationen af den tyske grammatik og udviklingen af et standardiseret skrift- og talesprog. I modsætning til tidligere perioder var der få store ændringer i fonologi eller morfologi. Standardsproget har snarere udvalgt særlige elementer af sproget, og disse valg har haft en indflydelse på de enkelte tyske dialekter.